# 乌鞘岭隧道
乌鞘岭特长隧道曾经是中国最长的铁路隧道，贯通甘肃省乌鞘岭，长20.05公里，属兰新铁路兰武段（兰州西至武威南）。隧道于2003年12月28日开始动工建设，2006年3月30日隧道右隧开通运营，同年8月23日实现双线开通，使欧亚大陆桥通道上连云港至乌鲁木齐3,651公里间全部实现双线通车。在开通当时乌鞘岭隧道是中国最长的铁路隧道，直到2007年底，全长27.84公里的太行山特长隧道开通。

## 重大事故
2009年7月26日上午8時15分，蘭州鐵路局蘭州西機務段的韶山7C型0026號機車，牽引由西安開往烏魯木齊的1043次旅客列車經由蘭新鐵路運行。當列車運行至打柴溝和龍溝之間的烏鞘嶺特長隧道內，機車主變壓器突然起火，經鐵路、消防等部門緊急處置，1700餘名旅客徒步離開隧道，機車大火被撲滅，未造成人員傷亡，鐵路行車一度中斷。經調查後，火災係由主變壓器油箱洩漏引起，機車大修廠南車成都機車車輛有限公司負主要責任，0026號機車也是首台由成都機車車輛公司負責輕大修的韶山7C型機車，於2007年2月完成試修。